# 历经铺街道
历经铺街道是中国湖南省宁乡市下辖街道办事处，为宁乡市4街道之一。地理上，历经铺处宁乡县东北部、县城以东区域，西与白马桥街道、玉潭街道与城郊街道接壤，北部东北部连双江口镇，东南部与夏铎铺镇毗邻。辖域面积35平方公里，总人口33,754人（2000年人口普查27,952人）。下辖1个社区、7个行政村。

## 区划
下辖1个社区7个行政村，分别为金南社区，紫云村、净土庵村、群星村、大湾岭村、历经铺村、南太湖村与新宝塔村。

## 地理
沩水河流经历经铺街道。

## 教育
- 小学: 东城小学
- 初中：长郡沩东中学
- 职业学校：长沙北方汽修学校、宁乡职业中专学校

## 交通
境内有319国道、玉潭路及长张高速长益段、金洲大道等主干线。
县道X077南北方穿过历经铺街道。

## 出身名人
- 陶峙岳，将军。